# Шумахер, Келли
Келли Шумахер (англ. Kelly Schumacher; по мужу Реймон (англ. Raimon); род. 14 октября 1977 года в Цинциннати, штат Огайо, США) — американская профессиональная баскетболистка, которая выступала в женской национальной баскетбольной ассоциации. Была выбрана на драфте ВНБА 2001 года в первом раунде под общим четырнадцатым номером клубом «Индиана Фивер». Играла на позиции центровой. Первый игрок женской НБА, которая выигрывала первенство ВНБА два года кряду в составе двух разных команд (2007 и 2008), второй стала Ле’ко Уиллингем (2009 и 2010), а третьей — Наташа Ховард (2017 и 2018). В настоящее же время является ассистентом Билла Лэймбира в команде «Лас-Вегас Эйсес».

## Ранние годы
Келли Шумахер родилась 14 октября 1977 года в городе Цинциннати (штат Огайо). Ещё в детстве переехала в город Шовилл (провинция Квебек, Канада), там училась в средней школе Понтиак, а затем в колледже имени Джона Эббота (Сент-Анн-де-Бельвю, Квебек), в которых выступала за местные баскетбольные команды.